# Kavita Devi
Kavita Devi, ou Kavita Bundelkhandi, est une journaliste et présentatrice d'informations indienne. Elle est rédactrice en chef et cofondatrice du réseau d'information féministe populaire Khabar Lahariya,,,. Devi est notamment la seule Dalit (« intouchable ») à être membre de la Guilde des rédacteurs de l'Inde.

## Biographie
Issue d'une famille d'agriculteurs dalits, Kavita Devi est née dans le village reculé de Kunjan Purwa, près de Banda, dans l'Uttar Pradesh,. Aînée de six enfants, elle est mariée à l'âge de 12 ans et ne reçoit aucune éducation formelle avant l'ouverture d'une organisation non gouvernementale (ONG) où, à l'encontre de l'avis de sa famille, elle étudie intensivement pendant six mois. Elle dit également avoir obtenu plus tard une maîtrise en journalisme,.
Devi a commencé à travailler dans un petit bulletin d'information, Mahila Dakiya, qui était géré par le centre de son village et qui a marqué le début de sa carrière journalistique. Finalement, en 2002, elle cofonde Khabar Lahariya avec sept autres femmes et le soutien d'une ONG appelée Nirantar. Le journal est à l'origine financé par Dorabji Tata Trust, la Fondation Nationale pour l'Inde, et la Fondation Dalit,.
En 2004, les journalistes du journal reçoivent collectivement le prix Chameli Devi Jain pour les femmes journalistes les plus remarquables.
En 2014, le journal compte six éditions, une équipe de journalistes composée d'environ 40 femmes et un lectorat de 80 000 personnes. Business Standard le décrit comme étant pratiquement devenu l'épine dorsale de la population des régions rurales pauvres du Bundelkhand et de l'Awadh, dans les États de l'Uttar Pradesh et du Bihar.
Au fil du temps, Devi occupe plusieurs postes au sein de l'organisation : rédactrice en chef de l'édition Banda, responsable des opérations numériques, et initialement celle de journaliste de terrain solo. Elle dirige également une émission hebdomadaire de commentaires d'actualité intitulée The Kavita Show sur le réseau et en est la rédactrice en chef depuis 2019,. Elle intervient la même année en tant qu'oratrice lors d'une conférence TED animée par l'acteur Shah Rukh Khan, qui présentera Devi comme une source d'inspiration.